# Poimenski seznam evroposlancev iz Finske
Poimenski seznam evroposlancev iz Finske.

## Seznam
| Ime                        | Stranka | Mandat(i)       |
| Uma Aaltonen               | Skupina Zelenih-Evropska svobodna zveza                                                                    | 1999-2004       |
| Satu Hassi                 | Skupina Zelenih-Evropska svobodna zveza                                                                    | 2004-2009       |
| Ulpu Iivari                | Stranka evropskih socialistov                                                                              | 1999-2004       |
| Ville Itälä                | Evropska ljudska stranka - Evropski demokrati                                                              | 2004-2009       |
| Anneli Jäätteenmäki        | Skupina zavezništva liberalcev in demokratov za Evropo                                                     | 2004-2009       |
| Piia-Noora Kauppi          | Evropska ljudska stranka - Evropski demokrati                                                              | 1999-2004 -2009 |
| Eija-Riitta Anneli Korhola | Evropska ljudska stranka - Evropski demokrati                                                              | 1999-2004 -2009 |
| Henrik Lax                 | Skupina zavezništva liberalcev in demokratov za Evropo                                                     | 2004-2009       |
| Lasse Lehtinen             | Stranka evropskih socialistov                                                                              | 2004-2009       |
| Marjo Matikainen-Kallström | Evropska ljudska stranka - Evropski demokrati                                                              | 1999-2004       |
| Riitta Myller              | Stranka evropskih socialistov                                                                              | 1999-2004 -2009 |
| Reino Paasilinna           | Stranka evropskih socialistov                                                                              | 1999-2004 -2009 |
| Mikko Pesälä               | Evropska liberalna, demokratska in reformna stranka                                                        | 1999-2004       |
| Samuli Pohjamo             | Evropska liberalna, demokratska in reformna stranka                                                        | 1999-2004       |
| Esko Olavi Seppänen        | Evropska združena levica – Zelena nordijska levica                                                         | 1999-2004 -2009 |
| Ilkka Suominen             | Evropska ljudska stranka - Evropski demokrati                                                              | 1999-2004       |
| Alexander Stubb            | Evropska ljudska stranka - Evropski demokrati                                                              | 2004-2009       |
| Hannu Takkula              | Skupina zavezništva liberalcev in demokratov za Evropo                                                     | 2004-2009       |
| Astrid Thors               | Evropska liberalna, demokratska in reformna stranka                                                        | 1999-2004       |
| Paavo Väyrynen             | Evropska liberalna, demokratska in reformna stranka Skupina zavezništva liberalcev in demokratov za Evropo | 1999-2004 -2009 |
| Ari Vatanen                | Evropska ljudska stranka - Evropski demokrati                                                              | 1999-2004       |
| Kyösti Tapio Virrankoski   | Evropska liberalna, demokratska in reformna stranka Skupina zavezništva liberalcev in demokratov za Evropo | 1999-2004 -2009 |
| Matti Wuori                | Skupina Zelenih-Evropska svobodna zveza                                                                    | 1999-2004       |